# 1880 en mathématiques
Cet article présente les faits marquants de l'année 1880 en mathématiques.

## Naissances
- 22 janvier : Frigyes Riesz (mort en 1956), mathématicien hongrois.
- 9 février : Lipót Fejér (mort en 1959), mathématicien hongrois.
- 2 mars : Alfred James Lotka (mort en 1949), mathématicien et statisticien américain.
- 5 mars : Sergueï Natanovitch Bernstein (mort en 1968), mathématicien soviétique.
- 7 mai : Oskar Perron (mort en 1975), mathématicien allemand.
- 24 juin : Oswald Veblen (mort en 1960), mathématicien américain.
- 30 juin : Rudolf Fueter (mort en 1950), mathématicien suisse.
- 27 août : Margarete Kahn (morte en 1942), mathématicienne allemande.
- 31 août : Heinrich Tietze (mort en 1964), mathématicien autrichien.
- 1er décembre : Vera Myller (morte en 1970), mathématicienne russe puis roumaine.
- 6 décembre : Pierre Boutroux (mort en 1922), mathématicien et historien des sciences français.

## Décès
- 27 juin : Karl Wilhelm Borchardt (né en 1817), mathématicien allemand.
- 6 octobre : Benjamin Peirce (né en 1809), mathématicien américain.
- 6 novembre : Giusto Bellavitis (né en 1803), mathématicien et homme politique italien.
- 18 décembre : Michel Chasles (né en 1793), mathématicien français.